# Миллс, Бри
Бри Миллс (род. 15 июля 1981) — американская режиссёр фильмов для взрослых, сценаристка и продюсер.
Глава продюсерской компании Gamma Films и главный креативный директор компании Gamma Entertainment.

## Биография
Родилась 15 июля 1981 года в Бостоне, штат Массачусетс. Росла в канадском Лондоне, провинция Онтарио; воспитывалась родителем-геем; окончила Лондонскую центральную среднюю школу.
В детстве и юности увлекалась кино, по её словам: «Я смотрела много фильмов, читала много книг и смотрела телевизор. Это у меня в генах». Воспоминания Бри Миллс о её ранних годах жизни были запечатлены в фильме «Подросток-лесбиянка» (англ. Teenage Lesbian), выпущенном компанией Adult Time в сентябре 2019 года.
В 2021 году она основала собственный лейбл Disruptive Films, ориентированный на гей-сообщество. Сама Миллс идентифицирует себя как лесбиянку — в декабре 2017 года она вышла замуж за бывшую порноактрису Сару Лав (англ. Sara Luvv).